# Äldrepsykiatri
Äldrepsykiatri (eller geriatrisk psykiatri, tidigare geropsykiatri) är en gren av psykiatrin som specialiserar sig på äldre människor. Äldrepsykiatri blev 2015 en egen tilläggsspecialitet till psykiatri och geriatrik.
Äldrepsykiatrin ägnar sig åt diagnos, behandling, omvårdnad, rehabilitering samt prevention, framför allt beträffande depressioner, demenssjukdomar och psykossjukdomar. Äldrepsykiatrin samarbetar ofta nära den somatiska vården, eftersom de äldres psykiska ohälsa vanligen hänger nära samman med sviktande kroppslig hälsa. Den somatiska vården inom äldrepsykiatrin innefattar sjukgymnast, och vid diagnos ingår ofta neuropsykiatrisk utredning och bedömning av en psykolog. Äldrepsykiatri bedrivs både i form av öppenvård och slutenvård.